# Moniliformis
Genre
Synonymes
- Hormorhynchus Ward, 1917[1]

Moniliformis est un genre d'acanthocéphales de la famille des Moniliformidae. Adultes, ces espèces sont des parasites du tube digestif des mammifères et, en particulier des rongeurs, mais possédant une grande facilité d’adaptation à des hôtes accidentels, y compris l’Homme. Les hôtes intermédiaires sont des insectes terrestres.

## Description
Corps de taille moyenne à grande. Tronc présentant souvent une pseudo-segmentation très nette, intéressant seulement la paroi. Proboscis presque cylindrique ou en massue brève, portant de nombreux petits crochets en croissant dont la racine se différencie mal de la lame. Réceptacle en sac clos avec une circulaire interne épaisse et une assise externe assez épaisse, mais présentant surtout des fibres à direction oblique et non longitudinale comme chez tous les autres Archiacanthocephala. Lemnisci longs et cylindriques contenant peu de noyaux géants sphéroïdaux. Huit glandes cémentaires disposées selon deux files de quatre paires et possédant chacune un noyau géant sub-sphérique. Protonéphridies absentes. Embryophores ellipsoïdes à coque épaisse.

## Liste d'espèces
Selon ITIS (24 janvier 2020) :
- Moniliformis acomysi Ward & Nelson, 1967
- Moniliformis aegyptiacus Meyer, 1932
- Moniliformis cestodiformis (von Linstow, 1904)
- Moniliformis clarki (Ward, 1917)
- Moniliformis convolutus Meyer, 1932
- Moniliformis echinosorexi Deveaux, Schmidt & Krishnasamy, 1988
- Moniliformis gracilis (Rudolphi, 1819)
- Moniliformis kalahariensis Meyer, 1931
- Moniliformis merionis Golvan in Golvan & Théodoridès, 1960
- Moniliformis monechinus (von Linstow, 1902)
- Moniliformis moniliformis (Bremser, 1811)
- Moniliformis monoechinus (von Linstow, 1902)
- Moniliformis siciliensis Meyer, 1932
- Moniliformis spiralis Subrahmanian, 1927
- Moniliformis tarsii Deveaux, Schmidt & Krishnasamy, 1988
- Moniliformis travassosi Meyer, 1932
- Moniliformis myoxi (Galli-Valerio, 1929)
- Moniliformis soricis (Rudolphi, 1819)